# Euronext
Euronext N.V. er en pan-europæisk børs med base i Paris og med underafdelinger i Belgien, Frankrig, Holland, Portugal og Storbritannien. Udover aktie- og derivat-markeder tilbyder Euronext-gruppen ligeledes clearing og informationsservice. Markederne styret af Euronext havde i 2023 en børsværdi på 6,6 billioner euro.